# Халтуріна
Халту́ріна —  село в Україні, у Берестинському районі Харківської області. Населення становить 32 осіб. Орган місцевого самоврядування — Катеринівська сільська рада.
Після ліквідації Сахновщинського району 19 липня 2020 року село увійшло до Красноградського (Берестинського) району.

## Географія
Село Халтуріна знаходиться на правому березі річки Оріль, вище за течією на відстані 1 км розташоване село Андріївка, нижче за течією на відстані 4,5 км розташоване село Піскувате, на протилежному березі - село Запарівка. Русло річки частково використовується під Канал Дніпро — Донбас.

## Історія
- 1920 - дата заснування.